# Klingerberg
Klingerberg is een wijk van 121 hectare in Blerick, een stadsdeel van Venlo, in de Nederlandse provincie Limburg. In 2003 bedroeg het inwoneraantal van de wijk 4360, waarvan 2200 mannen en 2160 vrouwen; dit aantal daalde tot 4270 inwoners in 2006 (2140 mannen en 2130 vrouwen). Tegenwoordig wonen er in de wijk 3.865 inwoners (2023). Klingerberg bevat 1655 huishoudens.
In het noordwestzijde van Blerick lag een stelsel oude Maasarmen. Een onderdeel hiervan is de Egerbosbeekdal. In dit dal lagen oorspronkelijk akkers (het onderste Maasveld). Deze akkers werden gebruikt als bouwland, het beekdal als weide. Op die plek ligt nu de wijk Klingerberg en van de akkers is niets meer terug te zien.
De wijk Klingerberg is in de jaren 80 en 90 van de twintigste eeuw gebouwd in het noordwesten van Blerick. Hierbij is de 30km-weg Klingerbergsingel de langste straat en tevens hoofdweg. De wijk is genoemd naar de heuvel die in het Maashofpark ligt, aan de rand van de wijk. Een breed stuk groenvoorziening loopt om de Klingerberg en eindigt in het Wassumpark.
Afgezien van de Klingerbergsingel, zijn alle straten in de bebouwde kom vernoemd naar struiken en bomen. De wijk wordt nu nog omsloten door de A73, N556 (Eindhovenseweg), Mulkenshofweg en de Henriette Roland Holstlaan (m.u.v. 1e fase Klingerberg, welke aan de andere zijde van de Henriette Roland Holstlaan ligt).
De wijk is met het openbaar vervoer te bereiken middels buslijn 2: Blerick Klingerberg - Venlo Station van Arriva.
In de wijk staat de Sint-Jozefkapel.